# João Batista Przyklenk
Dom João Batista Przyklenk, M.S.F. (Scheuerfeld, 30 de dezembro de 1916 — Indaiatuba, 3 de maio de 1984) foi um bispo católico alemão radicado no Brasil. Foi o segundo bispo diocesano de Januária.

## Biografia
Johannes Baptist Przyklenk nasceu em Scheuerfeld em 1º de dezembro de 1933 e cresceu no distrito de Rotthausen, na cidade de Gelsenkirchen.

### Formação sacerdotal e ministério
Ainda jovem ingressou na congregação dos Missionários da Sagrada Família e em 1938 foi enviado como missionário ao Brasil. Estudou teologia no Colégio Jesuíta Máximo de São Leopoldo.
Em 8 de dezembro de 1940 foi ordenado sacerdote no Brasil. Lecionou em colégio religioso e foi vigário cooperador em Santo Ângelo e Passo Fundo. Obteve a licenciatura em direito canônico pela Pontifícia Universidade Lateranense de Roma. Em 1947 foi eleito secretário geral de sua congregação e fixou residência na casa geral de Roma.

### Ministério episcopal
Em 1º de junho de 1962, o Papa João XXIII nomeou-o bispo de Januária. Recebeu a ordenação episcopal no dia 29 de julho seguinte na basílica de Santa Maria Consolatrice degli afflicti em Kevelaer do bispo de Essen Franz Hengsbach, co-consagrando o bispo de Hildesheim Heinrich Maria Janssen e o bispo auxiliar de Münster Heinrich Tenhumberg.
Participou de todas as sessões do Concílio Vaticano II. Ele trabalhou arduamente para garantir que o Concílio exortasse todos os crentes, não apenas os sacerdotes, a lerem constantemente as Sagradas Escrituras. A sua sugestão foi aceite por três teólogos do Concílio – Alois Grillmeier, Otto Semmelroth e Joseph Ratzinger – e foi implementada na constituição Dei verbum.
Em 1º de março de 1976, o Papa Paulo VI nomeou-o vigário apostólico do norte da Noruega. No dia 18 de março do ano seguinte o mesmo pontífice nomeou-o novamente bispo de Januária.
Em 20 de julho de 1983, o Papa João Paulo II aceitou a sua renúncia ao governo pastoral da diocese.
Ele morreu enquanto participava de uma reunião da Conferência Nacional dos Bispos do Brasil em Indaiatuba, em 3 de maio de 1984, aos 67 anos. Seu corpo, transferido para Januária, foi vigiado por milhares de pessoas e depois foi sepultado na cripta da Catedral de Nossa Senhora das Sete Dores, prédio construído durante seu episcopado.